# Eyresjön
Eyresjön (engelska: Kati Thanda–Lake Eyre) är Australiens största sjö, vid de sällsynta tillfällen då den är fylld med vatten. Sjön är endorheisk (avloppslös) och utgör Australiens lägst liggande område, 15 meter under havsytan.

## Geografi och historik

### Lake Eyre Basin
Eyresjön saknar utlopp till havet och utgör lägsta punkten i ett endorheiskt bäcken, Lake Eyre Basin. Den är med en yta av 1 140 000 kvadratkilometer Australiens största avrinningsområde.

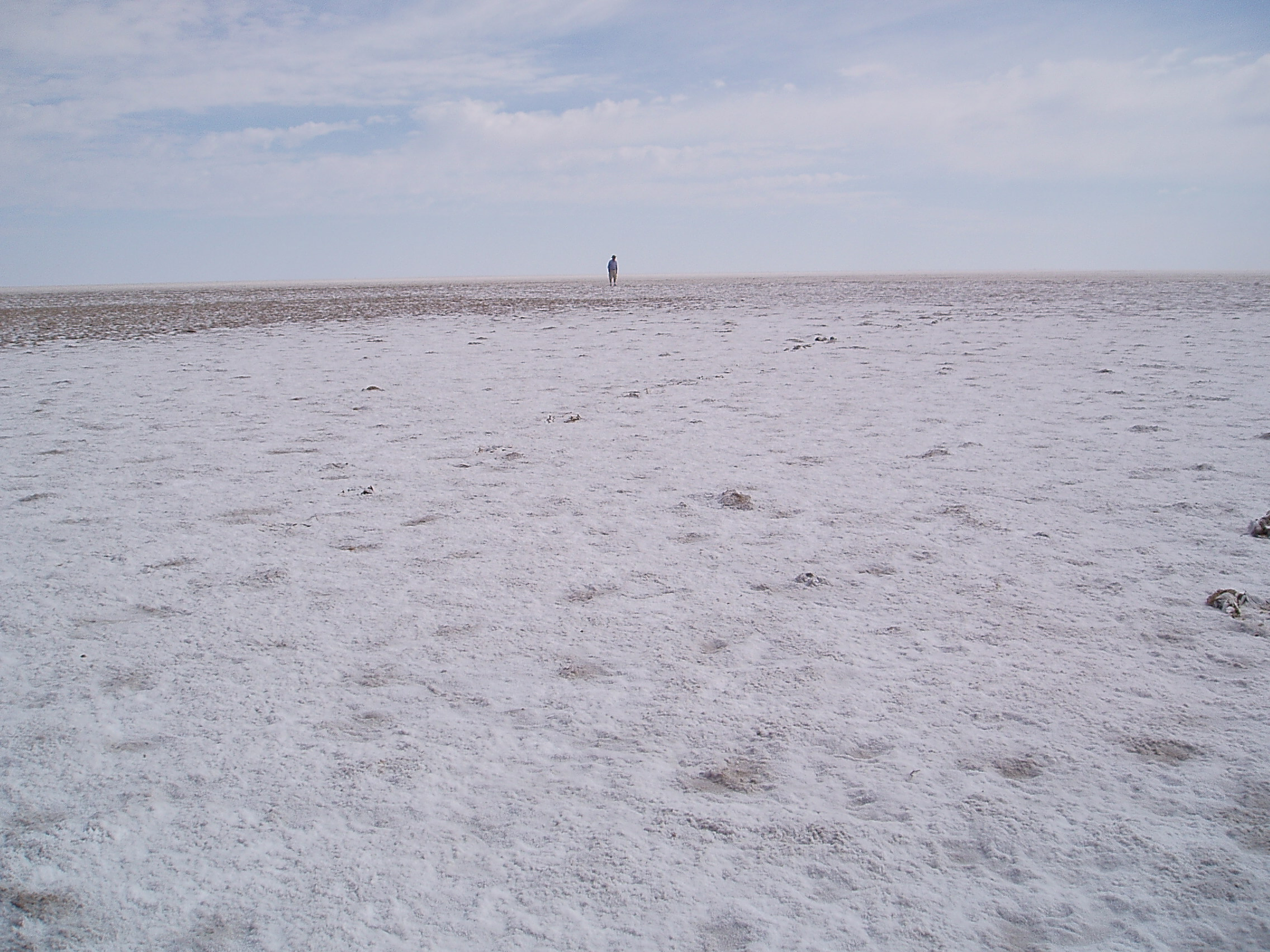
Saltbemängd, torrlagd sjöbotten.

Fynd på västra sidan av sjön stärker teorin att bäckenet skapats genom bildandet av en förkastning för cirka 30 000 år sedan. Då stängdes den tidigare kontakten med havet ute. Vattnet som når sjön avdunstar numera snabbt, och den oftast uttorkade sjöbotten har ett tunt lager av salt som det avdunstande vattnet lämnat kvar. I den sydligaste delen av sjön kan saltlagret vara upp till 46 cm tjockt.

### Hydrologi och namn
Sjön ligger i norra South Australia, i Australiens centrala ökenområde. Den är uppkallad efter Edward John Eyre, som var den första europén som kom dit 1840.
Eyresjön är den största avloppslösa sjön i Australien. Tillflödena är starkt variabla, och oftast är de torra; det största tillflödet är Cooper Creek. Artesiska källor bidrar också med vatten. Områdets ojämna och glesa regnande motsvarar cirka 125 mm årligen.
I praktiken utgörs sjön av två separata delar – norra och södra Eyresjön. De två förbinds av den smala Goyderkanalen och täcker sammanlagt en yta på 144 gånger 77 km.

#### Tillflöden
Nedan räknas de olika större säsongsbundna tillflödena upp, listade från väster till öster.
- Neales
- Alberga → Macumba
- Georgina → Eyre / Diamantina → Warburton
- Torrens → Thomson → Cooper Creek

Sjöns yta, när den är vattenfylld, kan vanligen variera mellan 3 500 och 13 000 kvadratkilometer. 11 000 kvadratkilometer är en annan siffra för sjöbäddens totala areal. Eyresjön ligger i en depression, med den eventuella vattenytan ofta 15 meter under havets yta och vid högvatten cirka 12 meter under havsytan. Vanligtvis blir högvattnet 1,5 meter vart tredje år, 4 meter varje decennium, och sjön fylls helt eller nästan helt cirka två gånger varje sekel. År 1974 nåddes ett maximalt vattendjup på knappt 7 meter, och även 1950 och 1984 var extrema högvattenår.
Under regnperioden flyter floderna i nordost mot sjön via Channel Country. Ofta torkar dock Diamantina och andra floder ut innan de hinner fram till sjön.
Mängden vatten från monsunen avgör om vattnet når sjön, och om så sker hur djup den blir. Vid kraftiga La Niña-år kan den fyllas helt. Sedan 1885 har detta skett 1886/1887, 1889/1890, 1916/1917, 1950, 1955 och 1974–1976, med det högsta vattenläget, 6 meter, 1974. Lokala regnfall kan även fylla sjön upp till 3–4 meter, vilket skedde 1984 och 1989.

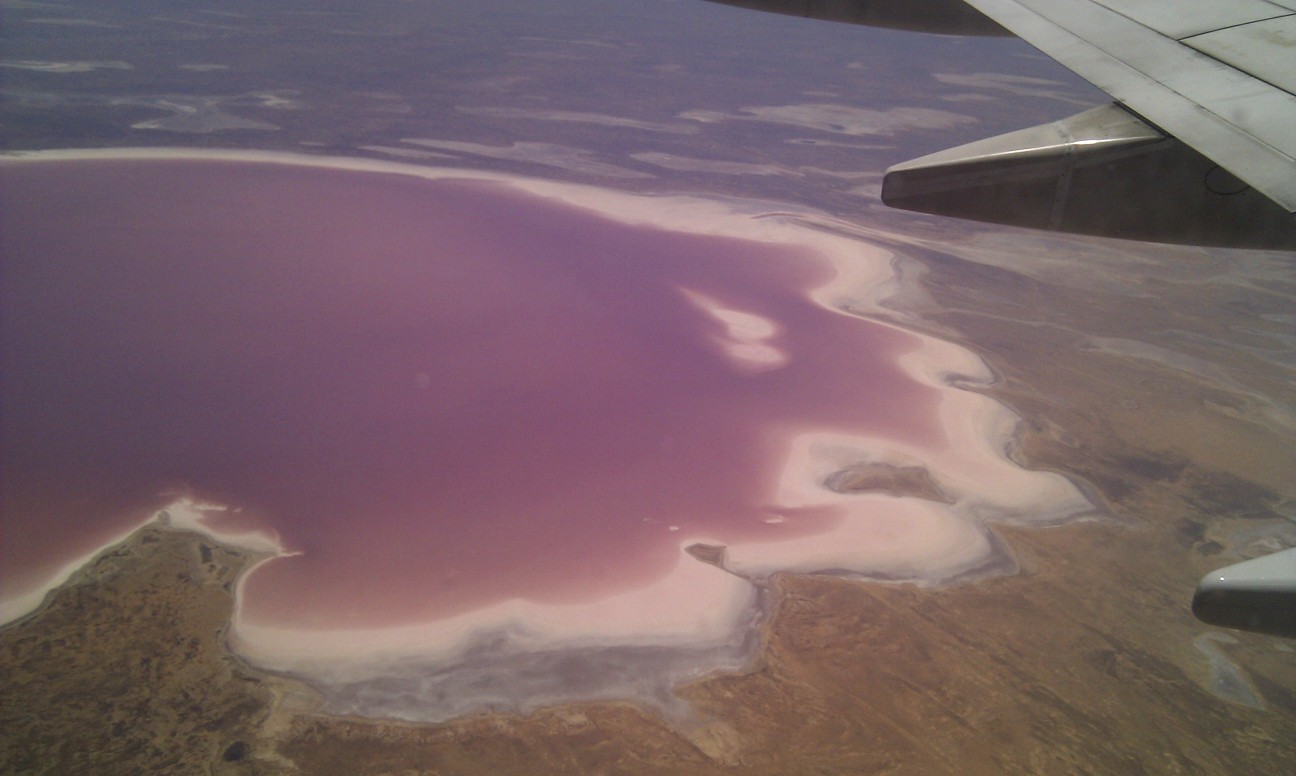
Eyresjön från luften. Den rosa färgen är från en pågående algblomning.

## Naturliv
Den mestadels uttorkade saltsjön får liv i samband med häftiga regn eller regntider, då sjöns tillflöden fyller sjöbädden till flera meters djup. Bland de mindre organismerna i sjön finns den kvävefixerande cyanobakterien katthårsalg (Nodularia spumigena) och ett antal encelliga grönalger. Dessutom förekommer gälbladfotingen Parartemia minuta ibland ymnigt i sjön.

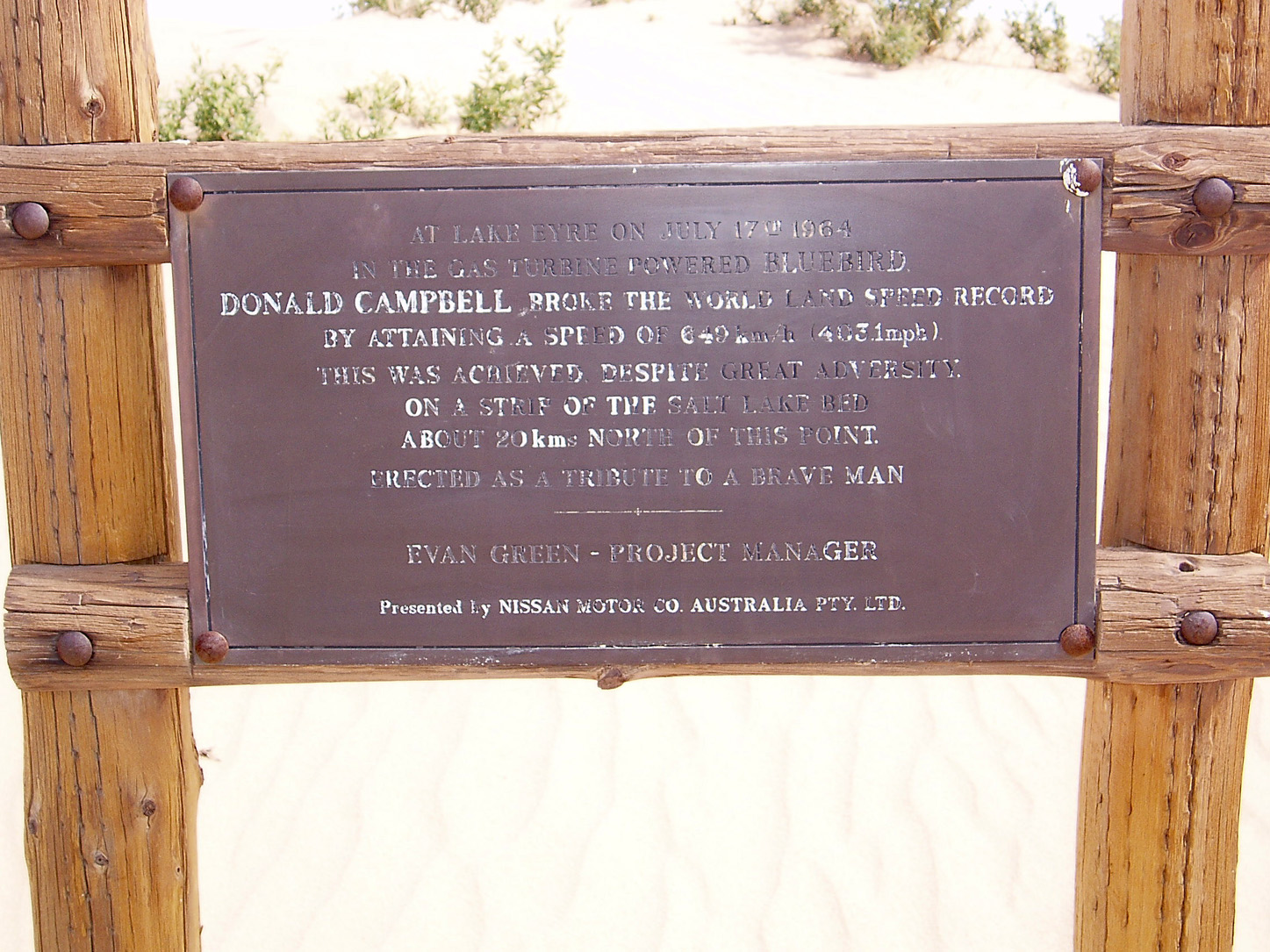
Skylt som nämner Donald Campbells lyckade världsrekordförsök på Eyresjön 1964.

Bland fåglarna som vid regntiden söker sig till Eyresjön och andra endorheiska sjöar i inlandet för att häcka kan noteras bandstyltlöpare (med ett levnadssätt liknande flamingon) och den australiska pelikanen. Bandstyltlöparen lever huvudsakligen på stim av gälbladfotingar, medan pelikanen lyckas hitta föda genom ett opportunistiskt levnadssätt som inkluderar både fisk, olika kräftdjur och mänskliga matrester. När sjön vattenfylls flyger tusentals pelikaner hundratals mil för att häcka vid sjöns stränder, och det är oklart hur pelikanerna vet att sjön inte längre är torr. Under första halvan av 1990 lyckades 100 000 pelikaner föda fram cirka 90 000 pelikanungar, genom den stora tillgången på föda efter föregående års ymniga regnande.

## Annan användning
Vid de tillfällen då sjön är vattenfylld förekommer segling på Eyresjön. Lake Eyre Yacht Club grundades år 2000 och har säte i Maree i South Australia.
Det tjocka och helt jämna saltlagret på sjöbotten har gjort den uttorkade sjön väl lämpad för försök att spränga hastighetsrekord i bil. 1964 körde Donald Campbell 644 km/h i sin Bluebird II, vilket då innebar nytt världsrekord för fordon på land.